# العلاقات الإسبانية البوتانية
العلاقات الإسبانية البوتانية هي العلاقات الثنائية التي تجمع بين إسبانيا وبوتان.

## مقارنة بين البلدين
هذه مقارنة عامة ومرجعية للدولتين:
| وجه المقارنة                                              | إسبانيا                                                                             | بوتان          |
| --------------------------------------------------------- | ----------------------------------------------------------------------------------- | -------------- |
| المساحة (كم2)                                             | 505.99 ألف                                                                          | 38.39 ألف      |
| عدد السكان (نسمة)                                         | 46.73 مليون                                                                         | 807.61 ألف     |
| الكثافة السكانية (ن./كم²)                                 | 92.35                                                                               | 21.04          |
| العاصمة                                                   | مدريد                                                                               | تيمفو          |
| اللغة الرسمية                                             | اللغة الإسبانية، اللغة الغاليسية، لغة بشكنشية، اللغة الكتالونية، اللغة الأوكسيتانية | لغة دزونكا     |
| العملة                                                    | يورو، بيزيتا إسبانية                                                                | نغولترم بوتاني |
| الناتج المحلي الإجمالي (بليون دولار)                      | 1.31 تريليون                                                                        | 2.51 مليار     |
| الناتج المحلي الإجمالي (تعادل القوة الشرائية) بليون دولار | 1.77 تريليون                                                                        | 6.49 مليار     |
| الناتج المحلي الإجمالي الاسمي للفرد دولار أمريكي          | 28.16 ألف                                                                           | 2.66 ألف       |
| الناتج المحلي الإجمالي للفرد دولار أمريكي                 | 38.00 ألف                                                                           | 7.82 ألف       |
| مؤشر التنمية البشرية                                      | 0.876                                                                               | 0.605          |
| رمز المكالمات الدولي                                      | +34                                                                                 | +975           |
| رمز الإنترنت                                              | .es                                                                                 | .bt            |
| المنطقة الزمنية                                           | ت ع م+01:00، ت ع م+02:00                                                            | ت ع م+06:00    |

## منظمات دولية مشتركة
يشترك البلدان في عضوية مجموعة من المنظمات الدولية، منها:
| علم المنظمة | اسم المنظمة                        | تاريخ انضمام إسبانيا | تاريخ انضمام بوتان |
| ----------- | ---------------------------------- | -------------------- | ------------------ |
|             | بنك التنمية الآسيوي                | 1986                 | 1982               |
|             | مؤسسة التنمية الدولية              | 18 أكتوبر 1960       | 28 سبتمبر 1981     |
|             | يونسكو                             | 30 يناير 1953        | 13 أبريل 1982      |
|             | وكالة ضمان الاستثمار متعدد الأطراف | 29 أبريل 1988        | 21 أكتوبر 2014     |
|             | الأمم المتحدة                      | 14 ديسمبر 1955       | 21 سبتمبر 1971     |
|             | الاتحاد البريدي العالمي            | ?                    | ?                  |
|             | البنك الدولي للإنشاء والتعمير      | 15 سبتمبر 1958       | 28 سبتمبر 1981     |
|             | الاتحاد الدولي للاتصالات           | 1866                 | 15 سبتمبر 1988     |
|             | منظمة حظر الأسلحة الكيميائية       | ?                    | ?                  |
|             | مؤسسة التمويل الدولية              | 24 مارس 1960         | 1 ديسمبر 2003      |
|             | منظمة الشرطة الجنائية الدولية      | ?                    | ?                  |

## وصلات خارجية
- موقع وزارة الخارجية الإسبانية
- موقع وزارة الخارجية البوتانية